# Полски месианизъм
Полски месианизъм е мистично движение, възникнало в Полша през първата половина на XIX в. Развива се от мистико-религиозните схващания на полски философи и поети.
Негови представители са философите Хьоне Вронски, Анджей Товянски, Бронислав Трентовски, Август Чешковски и поетите Адам Мицкевич, Юлиуш Словацки, Зигмунт Крашински, както и др.